# أبونسام (أسطورة)
أبونسام (بالإنجليزية: Abonsam)‏ في الأساطير الأفريقية هو روح شرير في الديانة الأفريقية، وهو ينتشر بصفة خاصة عند قبائل ساحل الذهب بغانا، كما ينتشر في مناطق أخرى. تقام طقوس سنوية لطرده بإطلاق الرصاص والصياح العالي، وإخلاء البيوت من الأثاث، وضرب كل من يدخلها بالعصا؛ حتى يتم في النهاية طرد «أبونسام» إلى البحر. كما تسبق هذه الطفوس أربعة أسابيع من الصمت التام.